# Ванака
Ванака (маори Wānaka, до 1940 года — Пембрук) — популярный горнолыжный курорт, расположенный в регионе Отаго на Южном острове Новой Зеландии. Город расположен на южной части озера Ванака у истока реки Клута, и лежит на входе в национальный парк Маунт-Аспайринг.
Исторически Маори посещали район Ванака, чтобы поохотиться и порыбачить летом, или по пути к поискам поунаму (зелёного камня) на Западном побережье. После налёта военного отряда с Северного острова в 1836 году племя Нгай-Таху покинуло эти сезонные лагеря. Нынешний город был основан во время золотой лихорадки 19 века. Ванака быстро растет вместе с остальной частью округа Куинстаун-Лейкс, и в период с 2005 по 2015 год население города увеличилось на 50 %.

## История
Территории Ванаки ежегодно посещало маорийское племя Нгаи-Таху, которое летом занималось поисками зелёного камня в горах над рекой Хааст и охотой на угрей и птиц, а затем возвращалось на восточное побережье, спускаясь по реке Клута / Мата-Ау в тростниковых лодках, называемых мокихи. Использование земли племенем Нгаи-Таху было прекращено нападениями племен Северного острова. В 1836 году вождь племени Нгати-Тама Те Пуохо возглавил вооруженную мушкетами военную группировку из ста человек, которая прошла вниз по западному побережью и над перевалом Хааст. Они напали на лагерь Нгаи-Таху, расположенный между озерами Ванака и Хавеа, взяв в плен десять человек и убив и съев двух детей. Некоторые из племени Нгаи-Таху бежали вниз по реке Ваитаки к побережью; Те Пуохо повёл своих пленников через Коронный хребет к озеру Уакатипу и оттуда к югу, где был убит, а его военная команда была уничтожена Тухаваики, вождём южных территорий Нгаи-Таху.
Первым европейцем, посетившим этот район, стал Натаниэль Чалмерс, которого в 1853 году вожди Реко и Каикоура проводили вглубь острова. Реко и Каикоура показали Чалмерсу скальный мост «Фататорере» на Ревущей Мэг, который был единственным местом, где можно было перепрыгнуть через реку Каварау, и провели его обратно по Клуте в тростниковой лодке мокихи.
Европейское заселение этих мест началось в 1850-х годах в верхней части долины реки Клута, с создания овцеводческих станций. Первая станция находилась в Альберт-Тауне, единственном месте, где поселенцы могли переправляться через реку Клута. Нынешняя территория Ванаки была впервые исследована в 1863 году. Поселение в Пембруке увеличилось в 1870-е годы из-за деревообработки в долине Матукитуки, которая использовала озеро Уанака для транспортировки.
Туризм в Ванаку начался в 1867 году с момента когда Теодор Рассел открыл первый отель и прошли первые в мире соревнования собак по выпасу овец.
В 1940 году город Пембрук был переименован в Ванаку.